# Oxyallagma dissidens
Oxyallagma dissidens – gatunek ważki z rodziny łątkowatych (Coenagrionidae). Występuje w Andach w zachodniej części Ameryki Południowej – od południowo-zachodniej Kolumbii przez Ekwador po południowe Peru.